# Castello d'Abbadia

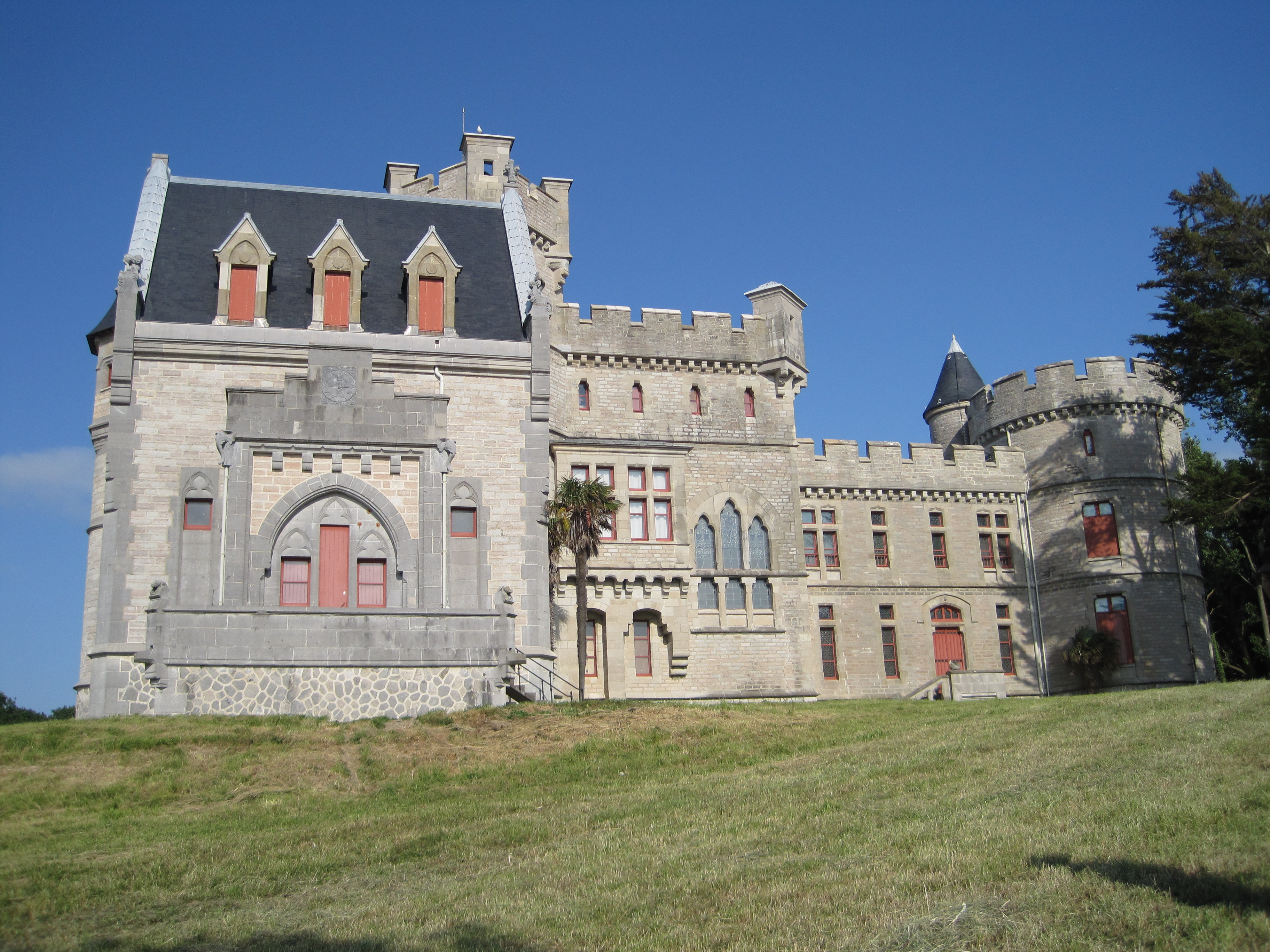
Una facciata del castello

Il castello d'Abbadia (in francese: Château d'Abbadia) o castello d'Abbadie (Château d'Abbadie) è uno storico edificio della cittadina francese di Hendaye, nel dipartimento dei Pirenei Atlantici (Aquitania): risalente alla seconda metà del XIX secolo, fu di proprietà dell'esploratore Antoine d'Abbadia o d'Abbadie.

## Storia
L'edificio fu costruito tra il 1864 e il 1879 su progetto dell'architetto Eugène Viollet-le-Duc e per volere dell'esploratore Antoine d'Abbadia o d'Abbadie.
Per la costruzione del castello, Antoine d'Abbadia si rivolse inizialmente a Clément Parent e  Auguste J. Magne, ma alla fine affidò il progetto a Eugène Viollet-le-Duc. Al progetto collaborò Edmond Duthoit, discepolo di Viollet-le Duc.
La costruzione durò 15 anni, dal 1864 al 1879.
Attualmente l'edificio è di proprietà dell'Accademia delle Scienze.

## Descrizione
Il castello d'Abbadia si trova in Route de la Corniche, sulla Pointe Sainte-Anne, un promontorio che si affaccia sul mar Cantabrico.
L'edificio presenta una commistione di elementi neogotici e orientaleggianti.
Nell'ala settentrionale del castello, si trova un osservatorio astronomico.
Nella cappella del castello, si trova invece la tomba di Antoine d'Abbadia e di sua moglie Virginie.

## Osservatorio astronomico
L'osservatorio astronomico situato all'interno del castello è dotato di un raro strumento dei passaggi.